# Promozione Venezia Tridentina 1952-1953
La Promozione fu il massimo campionato regionale di calcio disputato in Trentino-Alto Adige nella stagione 1952-1953.
La nuova massima categoria regionale presentava caratteristiche innovative, dato che pur essendo gestita dalle leghe regionali, a differenza del passato la formula del torneo era decisa direttamente dalla FIGC. A ciascun girone, che garantiva al suo vincitore la promozione in IV Serie a condizione di soddisfare le condizioni economiche richieste dai regolamenti, partecipavano sedici squadre, ed era prevista la retrocessione delle quattro peggio piazzate, anche se erano possibili aggiustamenti automatici per ripartire fra le appropriate sedi locali le squadre discendenti dalla IV Serie. Nel caso particolare, tuttavia, non essendo stata in grado la Lega Regionale Tridentina di raccogliere sufficienti iscrizioni, per garantire comunque la regolarità di questo torneo a dodici squadre, si programmò la retrocessione dell'ultima classificata.

## Squadre Partecipanti
| Squadra          | Città (provincia)   | Stagione precedente |
| ---------------- | ------------------- | ------------------- |
| S.S. Benacense   | Riva del Garda (TN) |                     |
| F.C. Bolzanese   | Bolzano             |                     |
| F.C. Brunico     | Brunico (BZ)        |                     |
| Cofler           | Rovereto (TN)       |                     |
| F.C. Jörs & Klug | Bressanone (BZ)     |                     |
| G.S. Lancia      | Bolzano             |                     |
| G.S. Libertas    | Bolzano             |                     |
| Merano Sportiva  | Merano (BZ)         |                     |
| S.S. Olivo       | Arco (TN)           |                     |
| G.S. S.A.I.T.    | Trento              |                     |
| S.S. Virtus      | Bolzano             |                     |

## Classifica finale
|  | Pos. | Squadra         | Pt | G  | V  | N | P  | GF | GS | DR  |
|  | ---- | --------------- | -- | -- | -- | - | -- | -- | -- | --- |
|  | 1.   | Lancia          | 30 | 20 | 12 | 6 | 2  | 42 | 24 | +18 |
|  | 2.   | Merano Sportiva | 27 | 20 | 11 | 5 | 4  | 41 | 23 | +18 |
|  | 3.   | Jörs & Klug     | 26 | 20 | 11 | 4 | 5  | 40 | 22 | +18 |
|  | 4.   | Benacense 1905  | 24 | 20 | 10 | 4 | 6  | 36 | 32 | +4  |
|  | 5.   | Cofler          | 22 | 20 | 7  | 8 | 5  | 35 | 30 | +5  |
|  | 6.   | Olivo           | 20 | 20 | 7  | 6 | 7  | 34 | 30 | +4  |
|  | 7.   | Libertas        | 20 | 20 | 8  | 4 | 8  | 22 | 31 | -9  |
|  | 8.   | S.A.I.T.        | 18 | 20 | 6  | 6 | 8  | 39 | 39 | 0   |
|  | 9.   | Bolzanese       | 14 | 20 | 6  | 2 | 12 | 28 | 44 | -16 |
|  | 10.  | Brunico         | 10 | 20 | 3  | 4 | 13 | 18 | 34 | -16 |
|  | 11.  | Virtus          | 9  | 20 | 3  | 3 | 14 | 25 | 51 | -26 |

Legenda:
      Promosso in IV Serie 1953-1954.
      Retrocesso in Prima Divisione 1953-1954.
  Non disputa il campionato successivo.
Regolamento:
Due punti a vittoria, uno a pareggio, zero a sconfitta.

### Libri
- Annuario 1952-1953 della F.I.G.C. - Roma (1953)
- Almanacco del calcio regionale Trentino-Alto Adige di A. Gianotti, S. Braghini e L. Gerlin - G & G

### Giornali
- L'Adige, anni 1952 e 1953.